# Лесные фиалки
«Лесные фиалки» — советский фильм 1980 года режиссёра Кальо Кийска снятый на киностудии «Таллинфильм».

## Сюжет
Эстонская ССР. Лето 1947 года, действие фильма охватывает всего несколько дней.
Война окончена, но здесь ещё прячутся в лесах банды «лесных братьев». Для ликвидации одной из таких групп, банды некоего Сандлера называющей себя «Лесные фиалки», направлен офицер подразделения контроперацией НКВД капитан Рейн Тайме с небольшим отрядом.
Его отряд, замаскированный под научную экспедицию, должен добраться до укрытия лесных братьев, ключевых фигур в этой битве без линии фронта.
Когда отряд выходит на Сандра и его людей, начинается игра не на жизнь, а на смерть, и главную роль сыграет не сила, а верность взглядов и совесть.
Бандитов связывает чужая пролитая кровь. Кто-то вступил на преступный путь из страха, кто-то по идеологическим причинам, а кто-то случайно, как Тыну.
Тамме удаётся переубедить Тыну, и тот выдаёт всех «братьев», но не в силах пережить предательство, каким бы оно не было, совершает самоубийство.

Мы стремились показать события послевоенных лет в непривычном ракурсе, раскрыть человеческие характеры, проникнуть глубже в психологический аспект конфликтов эпохи. Наш фильм — нечто более значительное, чем очередное произведение приключенческого жанра.— режиссёр фильма Калье Кийск

## В ролях
- Тыну Карк — Рейн Тайме, капитан НКВД
- Рудольф Аллаберт — Андрис
- Аарне-Мати Юкскюла — Юхан
- Энн Клоорен — Кристиан
- Роберт Гутман — Калев
- Арво Кукумяги — Тыну
- Сулев Луйк — Сандлер
- Юри Ярвет — аптекарь Липп
- Тыну Микивер — Анти
- Тыну Саар — Лаури
- Мерле Тальвик — девица

## Критика
У фильма обманчиво лирическое название «Лесные фиалки». А фильм драматичный и жёсткий. … Авторы «Лесных фиалок» далеки от желания преподнести зрителям очередной развлекательный приключенческий боевик, они пытаются объективно показать события тех лет, и даже, находясь в рамках идеологической цензуры, стремятся не упрощать ситуацию и не играть в поддавки. … Портретные характеристики героев на редкость многогранны. Режиссерский почерк Калье Кийска проявляется в умении тщательно, во всех нюансах и «говорящих» деталях разработать каждую сцену.— киновед Александр Фёдоров, 2023 год

## Фестивали и награды
- 1981 — XIV Всесоюзный кинофестиваль — приз за лучшую операторскую работу (Ю. Силларт).